# Julie Bertagna
Julie Bertagna, född 1962 i Kilmarnock, Ayrshire, är en skotsk författare. Hon flyttade till Glasgow när hon var sju år gammal och bor också nu (2007) i Glasgow tillsammans med sin make Riccardo och sin dotter. Efter sin magisterexamen i engelska och litteratur arbetade hon som grundskollärare och journalist, men har övergått till skrivande på heltid. Hon har författat uppmärksammade barn- och ungdomsböcker. Flera böcker berör för unga aktuella problemställningar.
Julie Bertagna har skrivit böckerna:
- The Spark Gap (1996)
- The Ice Cream Machine (1998)
- Soundtrack (1999)
- Bungee Hero (1999)
- Dolphin Boy (1999)
- Clumsy Clumps and the Baby Moon (1999)
- Amphibian City (I Phenomenal Future Stories (1999), redaktör Tony Bradman)
- Exodus (2002)
- The Opposite of Chocolate (2003)
- Ice Cream Machine Totally Fizzbombed (2005)
- Zenith (2007), efterföljare till Exodus
- Aurora (2011), efterföljare till Zenith

Den enda bok som hittills (2007) är översatt till svenska är Exodus (översättning Leif Jacobsen, Egmont Richter, 2004).

Brittisk TV har från 2007 producerat en serie för barn, baserad på boken The Ice Cream Machine.